# 篮球宝贝
篮球宝贝（Basketball Babe）是在篮球竞技比赛，中场时间在场内舞蹈的表演者，即是职篮啦啦队舞者的俚称。幾乎全部NBA球隊都有一支專屬啦啦隊，除了聖安東尼奧馬刺，工作內容通常負責參與舞蹈、慈善、籌款和模特活動。

## 另見
- 足球宝贝
- 賽車女郎
- 舉牌女郎